# The Escapists
The Escapists — відеогра у жанрі стратегії з виглядом зверху вниз. Гра була розроблена Mouldy Toof Studios і випущена 2015 року. Гравці беруть на себе роль в'язня і повинні втекти з в'язниці, складність втечі щоразу збільшується. Відгуки були в цілому позитивними, в них вихвалялась свобода підходу, яку гра пропонувала гравцям, однак деякі були розчаровані підходом «проб і помилок». 2017 року був випущений сиквел «The Escapists 2».

## Ігровий процес
Гравець, у ролі ув'язненого, повинен здійснити втечу з шести основних в'язниць, що варіюються від дуже легких до дуже важких. Після втечі з однієї в'язниці, гравець отримує доступ до наступної.
На початку гри, гравець вибирає ім'я своєму персонажу, і, за бажанням, може вибрати імена іншим ув'язненим і охоронцям. Після цього, гра розпочинається з першого дня і гравець прокидається у своїй камері. Для втечі гравці можуть купувати різні предмети, або красти їх в інших ув'язнених. Гравці також можуть надавати послуги ув'язненим, за що отримуватимуть винагороду в розмірі $ 25. Послуги можуть бути найрізноманітнішими — від отримання рулону клейкої стрічки до відволікання охоронців під час переклички.
Заняття фізичними вправами і користування бібліотекою дозволяють гравцям підвищувати такі показники персонажів, як сила, швидкість і інтелект, що покращує їхні здатності і шанси на втечу. У кожній в'язниці є свій розпорядок дня, такий як харчування, робота, фізичні вправи і душ. Ув'язнений може пропустити прийом їжі, душ і фізичні вправи без особливого покарання, проте всі переклички обов'язкові, і якщо гравець не прийде на них, то його кинуть у карцер. Ув'язнені повинні ретельно ховати всі контрабандні предмети, так як охоронці періодично обшукують столи ув'язнених, і якщо їх спіймають з контрабандою, вона буде видалена з інвентарю, і гравця знову ж відправлять у карцер.
Існує кілька способів втечі, включаючи підбурювання до заворушень, втечі через вентиляційні отвори, тунелі, дах і так далі. У кожній в'язниці є рівні безпеки, починаючи від електричних парканів і закінчуючи високими стінами, стійкими до злому. В'язням зазвичай потрібна різна зброя, щоб перемогти в сутичці з іншими ув'язненими або охоронцями. Існує безліч видів зброї, наприклад, кийок охоронця або пластикова виделка.

## Розробка
The Escapists — друга гра студії Кріса Девіса. У листопаді 2013 року Девіс зібрав 7131 фунтів стерлінгів на гру через «Kickstarter», що дозволило йому вперше у своїй кар'єрі присвятити розробці гри повний робочий день. На відміну від своєї першої гри, Spud's Quest, Девіс уклав угоду з «Team17», щоб краще просувати гру на ринку.
Гра була натхненна відеогрою Skool Daze, випущена 1984 року, однією з найулюбленіших ігор Девіса. Також, для натхнення, Девіз дивився тюремні фільми і досліджував втечі з в'язниць.
Гра була випущена в Steam Ранній доступ у серпні 2014 року. Відгуки, отримані в рамках раннього доступу, дозволили Девісу поліпшити гру, наприклад, скорегувати складність. Це дозволило йому поекспериментувати з ідеями і отримати пропозиції від спільноти гравців. Девіс заявив, що «Спільнота Steam — це те, що зробило гру такою, яка вона є», і що «Ранній доступ був дійсно хорошим досвідом для гри». Гра була випущена 13 лютого 2015 року.

## Відгуки
Гра отримала загалом позитивні відгуки, а версії для Windows та Xbox отримали 71 та 74 балів зі 100 відповідно на «Metacritic».